# Palau Sant Jordi
Der Palau Sant Jordi (deutsch „St.-Georg-Palast“) ist eine Multifunktionsarena in der spanischen Stadt Barcelona, Autonome Gemeinschaft Katalonien.

## Geschichte
Die Halle wurde vom japanischen Architekten Arata Isozaki entworfen und 1990 eröffnet. Sie befindet sich auf dem Gelände der Olympischen Sommerspiele 1992, unmittelbar neben dem Olympiastadion Barcelona. Während der Spiele wurden im Palau Sant Jordi die Turnwettkämpfe sowie die Finalspiele im Volleyball und Handball ausgetragen.
Weitere sportliche Großveranstaltungen waren das Finale des Tennis Davis Cup 2000, die Finalrunde der Basketball Euroleague 2002/03 und die Schwimmweltmeisterschaften 2003. Im Rahmen der Snowboard-Weltmeisterschaften 2011 fand der Big-Air-Wettbewerb ebenfalls hier statt.
Neben Sportveranstaltungen, für die die Arena ein Fassungsvermögen von 17.000 Zuschauern bietet, dient die Halle auch als Veranstaltungsort für Konzerte mit bis zu 20.000 Zuschauern. Eric Clapton trat 1994 während seiner From the Cradle World Tour in der Arena auf. Ebenso hatten auch Depeche Mode bei ihrer "Tour of the Universe" im Jahre 2009 ihre Live-DVD Tour of the Universe: Barcelona dazu in der Arena aufgenommen.
Am 25. Januar 2013 fand im Palau Sant Jordi das Finale der Handball-Weltmeisterschaft der Männer 2013 statt, sowie vom 31. bis am 4. August die Schwimmweltmeisterschaften 2013.

## Galerie

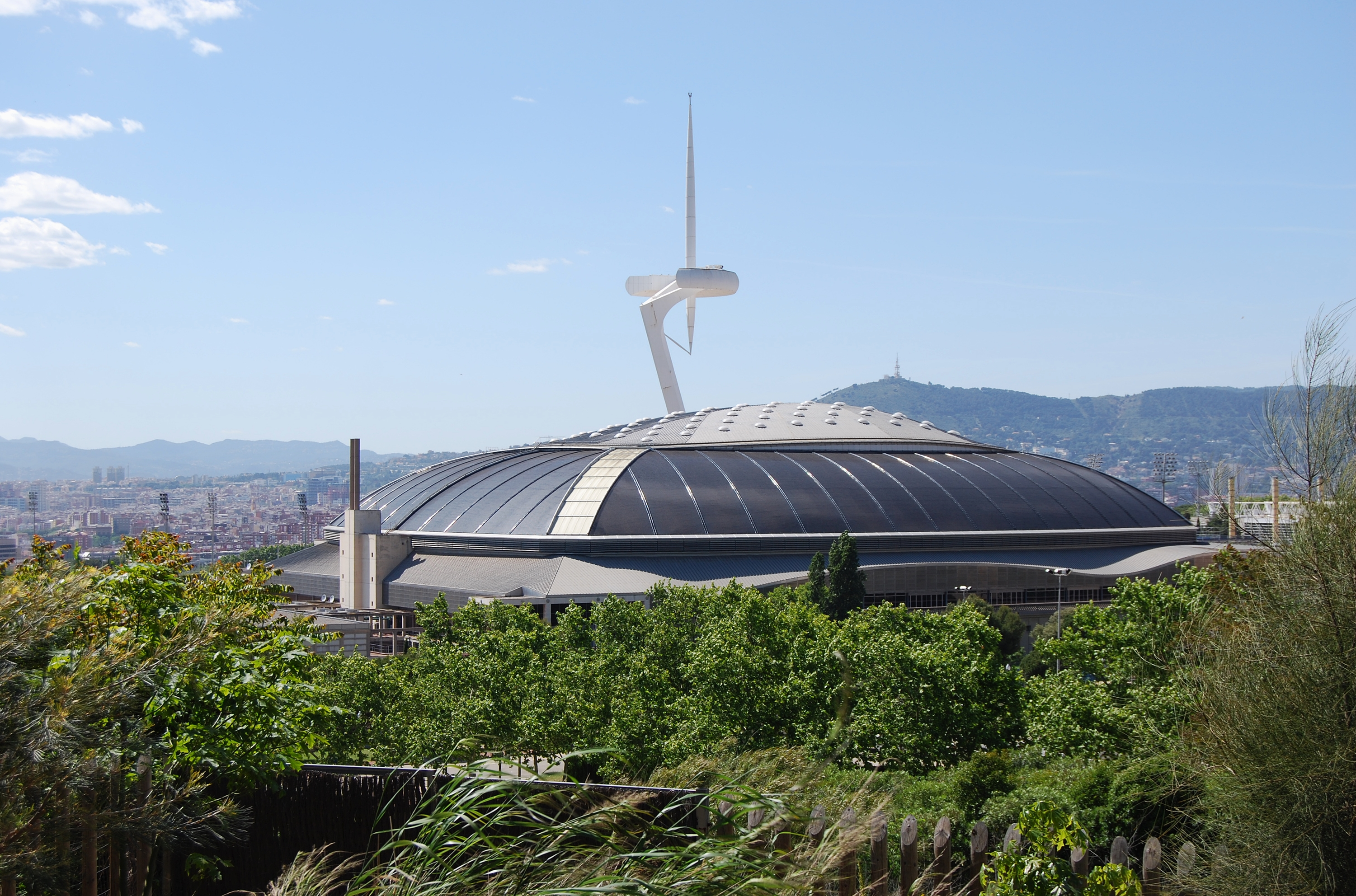
Der Palau Sant Jordi auf dem Montjuïc
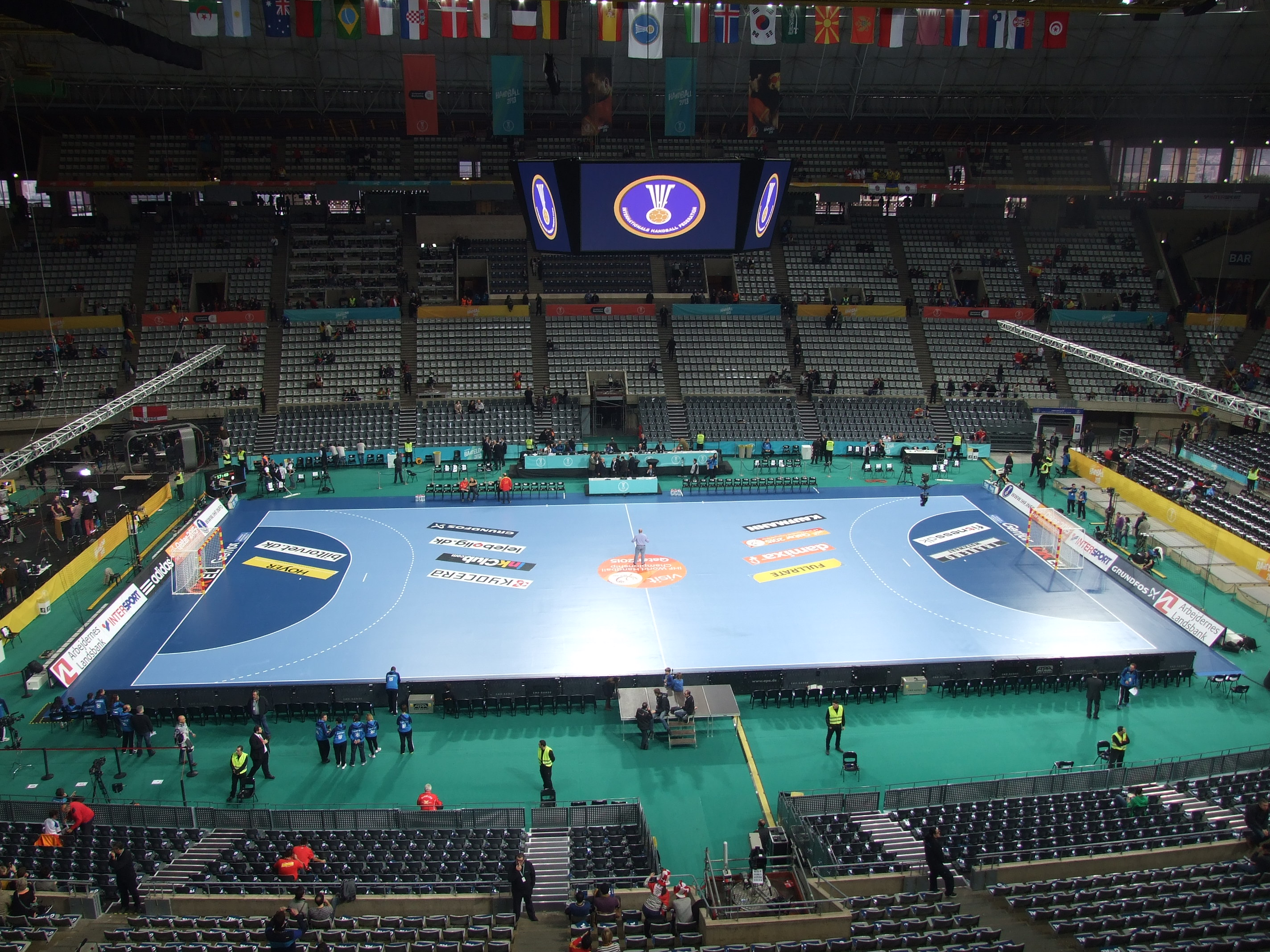
Vor dem Endspiel der Handball-Weltmeisterschaft der Männer 2013
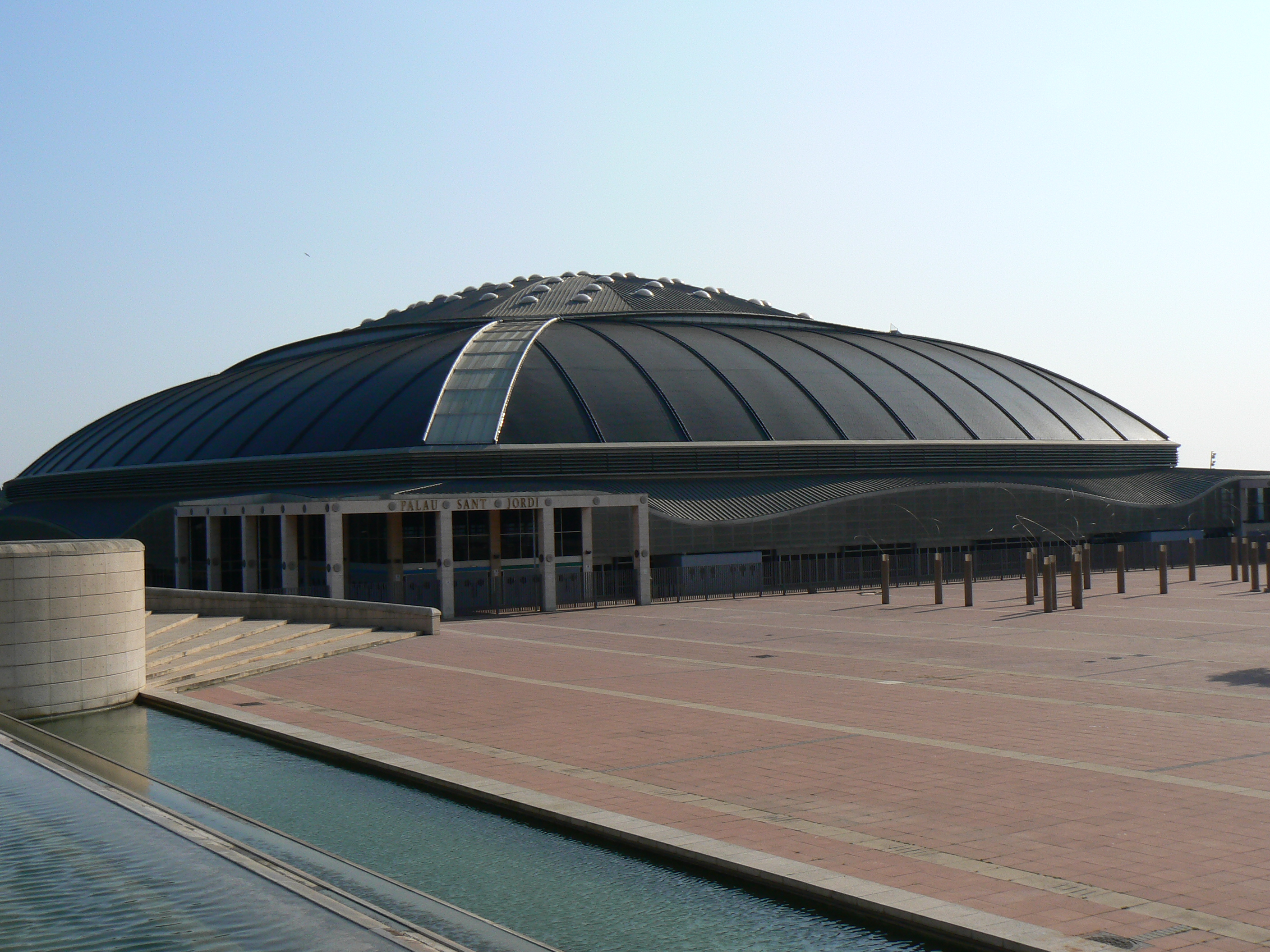
Seitenansicht
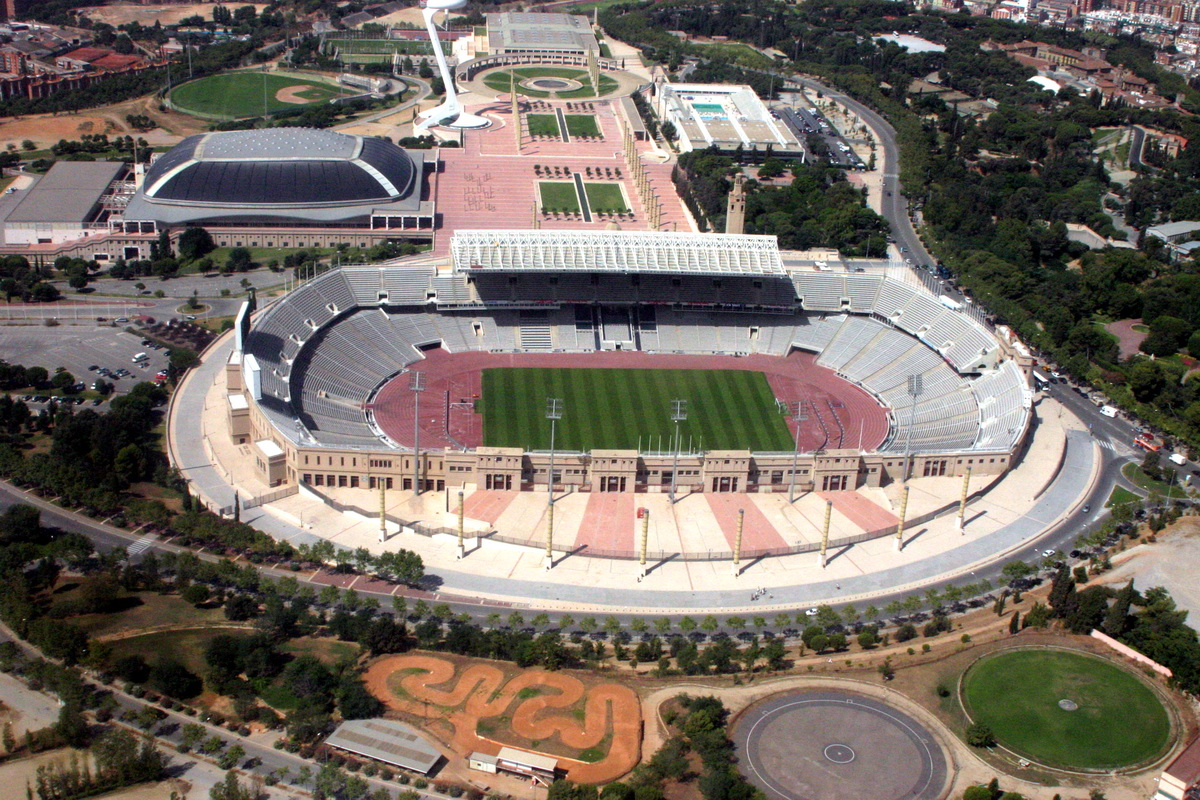
Der Palau Sant Jordi liegt in unmittelbarer Nähe zum Olympiastadion Barcelona